# Pryzmat Rochona

Zasada działania pryzmatu Rochona

Pryzmat Rochona jest typem polaryzatora wykonanym z dwóch pryzmatów w postaci prostokątnych klinów z dwójłomnego materiału, takiego jak kalcyt, które są ze sobą sklejone w przeciwprostokątnych, tak że pierwszy klin ma oś optyczną kryształu wzdłuż propagacji fali a drugi klin ma oś optyczną prostopadle do płaszyczny ilusracji. 
Pryzmat Rochona został wymyślony i nazwany na cześć Alexis-Marie de Rochona. Jest pod wieloma względami podobny do pryzmatu Wollastona, jednakże promień zwyczajny z ang. ordinary ray) spolaryzowany p (z niem. parallel tj. równolegle do płaszczyzny ilustracji) przechodzi przez pryzmat niezmieniony. Pryzmat Sénarmonta jest podobny, lecz przepuszcza niezmieniony promień spolaryzowany s (z niem. senkrecht prostopadle). Zarówno w pryzmatach Rochona, jak i Sénarmonta niezmieniony promień jest zwyczajnym po obu stronach interfejsu, a odbity jest promieniem nadzwyczajnym (z ang. extraordinary ray). Pryzmaty Rochona są dostępne w handlu, jednak do wielu zastosowań preferowane są inne polaryzatory.